# Selenicereus hamatus

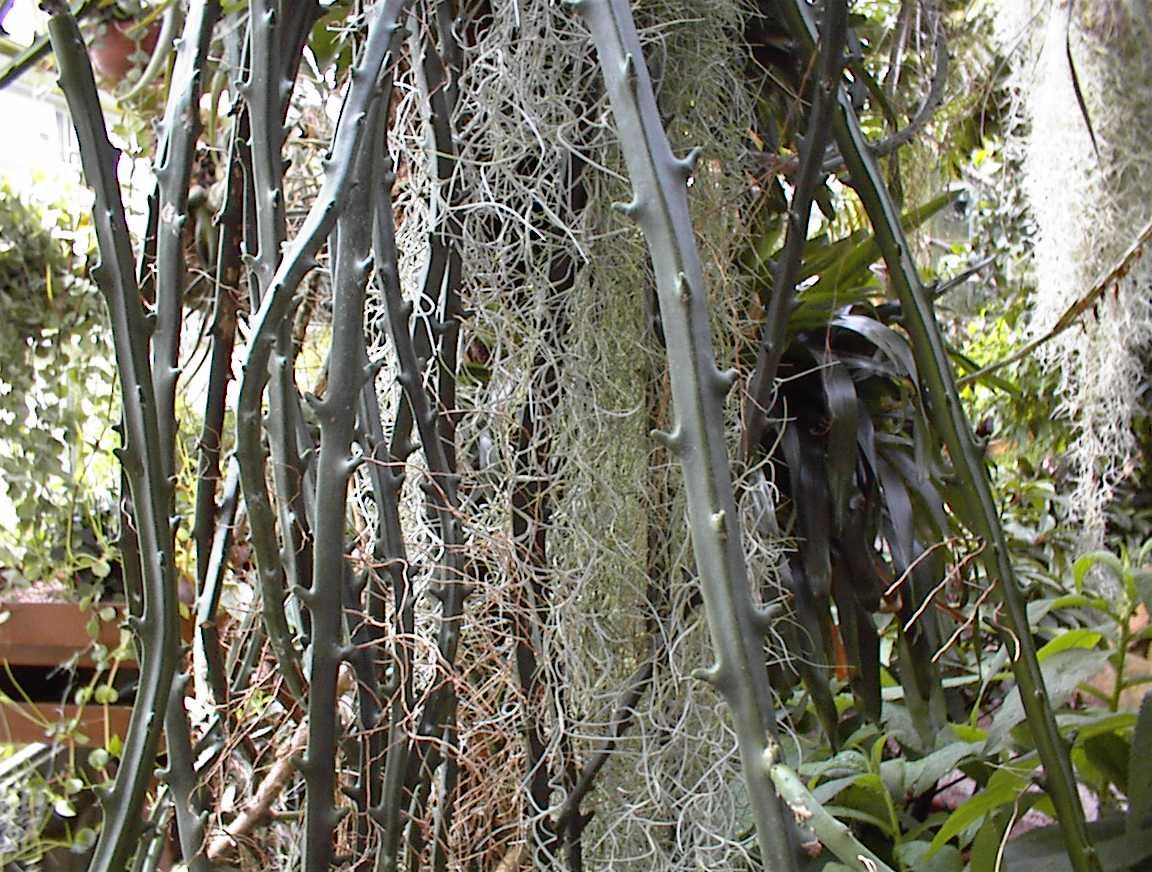
Tiges

Selenicereus hamatus és una espècie fanerògama que pertany a la família de les cactàcies (Cactaceae).

## Descripció
Selenicereus hamatus és una planta perenne carnosa enfiladissa amb tiges de fins a 4 m de llarg, de tres o quatre vores que arriben a un diàmetre de fins a 1,5 cm. Les tiges de sota de les arèoles hi ha esperons de fins a 1 cm de llargada o gepes ganxodes. Les poques espines són curtes i febles.
Les flors són fragants de color blanc groguenc a blanc fan entre 20 i 35 cm de llarg. No se'n descriuen de fruits.

## Distribució
Selenicereus hamatus es distribueix al sud de Mèxic i és endèmica als estats mexicans d'Oaxaca i Veracruz. És una espècie comuna en àrees localitzades.

## Ús
Selenicereus hamatus es planta de tant en tant com a "tanca viva".

## Taxonomia
Selenicereus hamatus va ser descrita per (Scheidw.) Britton i Rose i publicat a Contributions from the United States National Herbarium 12(10): 430. 1908-1909[1909]. (21 de juliol de 1909).
Etimologia
Selenicereus: nom genèric es deriva del grec Σελήνη (Selene), la deessa de la lluna i cereus, que significa 'espelma' en llatí, en referència a les flors nocturnes.
hamatus: epítet llatí que significa "enganxat" i fa referència a les gepes enganxades de les tiges.
Sinonímia
- Cereus hamatus Scheidw.
- Cereus rostratus Lem.[3]